# Konsulatssekretär
Konsulatssekretär ist die Amtsbezeichnung im Eingangsamt für den gehobenen Dienst beim Auswärtigen Amt. Konsulatssekretäre nehmen Aufgaben im Ausland, zum Beispiel an Botschaften, Generalkonsulaten und Vertretungen wahr. Sie werden auch im Inland tätig, hier in der Zentrale in Berlin oder im Zweitsitz Bonn.
Die Ausbildung findet in Berlin und im Ausland statt. Der Konsulatssekretär ist der Besoldungsgruppe A 9 zugeordnet, der Konsulatssekretär Erster Klasse (Beförderungsamt) der Besoldungsgruppe A 10.